# DisneyMania 6
Disneymania 6 es el sexto álbum del DisneyMania series. Cuenta con artistas contemporáneos "tiene canciones clásicas de Disney". Fue puesto a la venta el 20 de mayo de 2008.

## Lista de canciones
| DisneyMania 6 |                                                                                    |                              |          |  |
| N.º           | Título                                                                             | Intérprete(s)                | Duración |  |
| 1.            | «If I Didn’t Have You» (De la película: Monsters, Inc.)                            | Emily Osment & Mitchel Musso |          |  |
| 2.            | «That’s How You Know» (De la película: Encantada)                                  | Demi Lovato                  |          |  |
| 3.            | «Some Day My Prince Will Come» (De la película: Blancanieves y los siete enanitos) | Tiffany Thornton             |          |  |
| 4.            | «Kiss the Girl» (De la película: La Sirenita)                                      | Colbie Caillat               |          |  |
| 5.            | «Cruella De Vil» (De la película: 101 dálmatas)                                    | Selena Gomez                 |          |  |
| 6.            | «Real Gone» (De la película: Cars)                                                 | Billy Ray Cyrus              |          |  |
| 7.            | «Can You Feel the Love Tonight» (De la película: El Rey León)                      | Elliott Yamin                |          |  |
| 8.            | «He Lives in You» (De la película: El Rey León II)                                 | Elijah Kelley                |          |  |
| 9.            | «You’ll Be in My Heart» (De la película: Tarzán)                                   | Drew Seeley                  |          |  |
| 10.           | «When You Wish Upon a Star» (De la película: Pinocho)                              | Kate Voegele                 |          |  |
| 11.           | «Reflection» (De la película: Mulan)                                               | Keke Palmer                  |          |  |
| 12.           | «When I See an Elephant Fly» (De la película: Dumbo)                               | Plain White T’s              |          |  |
| 13.           | «Ever Ever After» (De la película: Encantada)                                      | Jordan Pruitt                |          |  |
| 14.           | «My Strongest Suit» (De la película: Aida)                                         | Kaycee Stroh                 |          |  |
| 15.           | «A Dream Is a Wish Your Heart Makes» (De la película: Cenicienta)                  | Nikki Blonsky                |          |  |

## Posiciones y ventas
| Chart (2008)       | Posición | Ventas  | Certificaciones |
| ------------------ | -------- | ------- | --------------- |
| U.S. Billboard 200 | 22       | 106 000 | —               |

## Sencillos
1. Selena Gomez - "Cruella De Vil" : En promoción de 101 dálmatas Edición Platino 2 Discos.
2. Mitchel Musso ft. Emily Osment - "If I Didn't Have You"
3. Demi Lovato - "That's How You Know" : En promoción de Encantada.
4. Colbie Caillat - "Kiss The Girl".

## Videos
1. "If I Didn't Have You" - Emily Osment ft. Mitchel Musso
2. "Kiss the Girl" - Colbie Caillat
3. "Cruella De Vil" - Selena Gomez
4. "Real Gone" - Billy Ray Cyrus
5. "Someday My Prince Will Come" - Tiffany Thornton

## Relacionados
- DisneyMania Series
- Radio Disney Jams Series
- Pop It Rock It! y Pop It Rock It 2: It's On!
- Disney Channel Playlist y Disney Channel Playlist 2
- Disney Channel Holiday y Disney Channel - Christmas Hits
- Disney Channel Hits: Take 1 y Disney Channel Hits: Take 2
- Los Grandes Éxitos de Disney Channel (The Very Best of Disney Channel)